# Erich von Lojewski
Erich von Lojewski (* 25. März 1909 in Masuchowken, Kreis Lötzen, Masuren; † 15. April 1970 in Kiel) war ein deutscher Journalist, Redakteur und Schriftsteller. Sein Sohn ist der Journalist Wolf von Lojewski.

## Leben
Der Vater Gottfried von Lojewski war zuerst als königlicher Förster und danach Provinzstraßenmeister beamtet, der Name der Mutter ist nicht bekannt. 
Erich von Lojewski veröffentlichte ab 1923 mehrere Heimatbücher über Masuren und Ostpreußen. Er lernte die Stenotypistin Ruth Ursula Erdmann (1915–1998) kennen. Aus der Beziehung wurde 1937 in Berlin der Sohn Wolf von Lojewski geboren, der bei der Familie der Mutter in Posegnick in Ostpreußen aufwuchs. Als der Sohn sechs Jahre alt war, zog Erich von Lojewski ebenfalls dorthin. Die Eheschließung erfolgte erst im Januar 1944, nach der Scheidung der ersten Ehe des Vaters.
Im Zuge der Flucht und Vertreibung Deutscher aus Mittel- und Osteuropa floh die Mutter im Winter 1944/45 mit dem Sohn mit einem Fuhrwerk über das Haff nach Westen und kam in Altenbruch bei Cuxhaven an. Als der DRK-Suchdienst den Aufenthaltsort des Vaters in Wesselburen ermittelte, zogen sie nach Schleswig-Holstein um. Danach wohnte die Familie in Kiel-Wik.
In der sowjetischen Besatzungszone wurde Erich von Lojewski im Februar 1946 in die Liste der auszusondernden Literatur mit dem Vermerk „völkisch-antibolschewistisch“ eingetragen.
Erich von Lojewski war später Journalist bei den Kieler Nachrichten und ab 1965 war er Leiter beim „Verlag Landeswerbung“ in Kiel.

## Schriften
- Die evangelischen Kirchen im Kreise Lyck, 1923.
- Im Rauschen des Memelstroms…. Heimatliche Volkserzählungen aus Tilsit und dem Bereich der Memel. Verlag J. Reyländer, Tilsit 1931.
- Romowe, die Göttereiche im Osten. Heimaterzählungen aus dem altpreußischen Gebiet Nadrauen. Glocke, Gumbinnen 1932. GND
- Russenkrallen über Boyen. Lötzen, 1932.
- (als Redakteur): Industrieausbau in Schleswig-Holstein. Aufgabe und Leistung der Gewerbeförderung im Norden des Bundesgebiets.  (Hrsg.): Ministerium für Wirtschaft und Verkehr des Landes Schleswig-Holstein. Kieler Druckerei, Kiel 1951.
- Die Memelhexe. Sagen und wundersame Geschichten aus Ostpreußen. Verlag Möller, Rendsburg 1956.
- (als Hrsg.): Heimat heilige Verpflichtung. Verband der Heimatvertriebenen-Vereinigte Landsmannschaften-Kreis Kiel e. V., Kieler Druckerei, Kiel 1958.
- Ich bin daheim gewesen. Reisebericht und Bilder aus Ostpreußen von heute. Verlag Landeswerbung, Kiel 1960.